# Макаронезия
Макаронезия е общото название на четири архипелага в Северния Атлантически океан близо до бреговете на Европа и Африка. Освен Азорските острови, които се считат като част от Европа, другите острови в Макаронезия са по-близо до Африка. Макаронезийските острови принадлежат на три държави: Португалия, Испания и Кабо Верде.

## Етимология
Наименованието произлиза от гръцките думи за „острови на блажените“ (μακάρων νῆσοι), термин, използван от древногръцките географи за островите на запад от Гибралтар. Макаронезия понякога погрешно се назовава „Макронезия“ в грешна аналогия с Микронезия в Тихия океан.

## Архипелази
Макаронезия е съставена от четири главни архипелага. От север на юг те са:
- Азорски острови (Португалия)
- Мадейра (Португалия)
- Канарски острови (Испания)
- Кабо Верде

## География и геология
Островите в Макаронезия са с вулканичен произход и за тях се смята, че са продукт на няколко геоложки горещи точки.
Климатът на Макаронезийските острови варира от средиземноморски на Азорите и Мадейра до пустинен в някои по-стари острови като Канарите и Кабо Верде или субтропичен в по-младите. Португалските Азорски острови и Мадейра имат като цяло по-хладен климат и повече валежи, отколкото Канарските острови и Кабо Верде. Горите в Макаронезия са вид планински екваториални гори с реликтови видове, които първоначално са покривали голяма част от Средиземноморието, когато климатът на региона е бил по-влажен. Видове са еволюирали за да се адаптират към условията на островите и много от тях са се превърнали в ендемични.
Островите имат уникална биогеография и са дом на няколко отделни растителни и животински общества. Родът скачащи паяци Macaroeris е наименуван в чест на Макаронезия. Никои от Макаронезийските острови не са били част от континент, така че местните растения и животни достигат островите посредством разпръсвания на големи разстояния. Лаврови гори са покривали по-голямата част от Азорите, Мадейра и части от Канарските острови на височина между 400 и 1200 m.

## Опазване
Изсичането на горите за дървесина, разчистването на растителността за паша и селското стопанство и въвеждането на външни растения и животни от хората е преместило много от първоначалната местна растителност. Хабитатът на първоначалните гори е смален до малки отделени остатъци. В резултат на това, много ендемични биоми на островите са сериозно застрашени от изчезване. Външни хищници като домашни и диви котки са сред най-сериозните заплахи за ендемичната фауна. Въпреки че котките ловуват основно привнесени бозайници като гризачи и зайци, консумацията им поддържа по-голяма котешка популация и има по-нататъшен ефект върху ендемичните влечуги и птици.
В европейската част на Макаронезия (Азорски и Канарски острови, Мадейра) усилията за опазване включват защитата на големи територии чрез регулациите на Натура 2000 от 2001 г. Общо около 5000 km2 суша и море са защитена територия в трите архипелага.